# Johannes Ludwig (Priester)
Johannes Ludwig (* 15. April 1900 in Wels; † 22. Juli 1989 in Braunau am Inn) war ein österreichischer römisch-katholischer Priester, Generaldechant der Diözese Linz und Stadtpfarrer von Braunau am Inn.

## Leben
Johannes Ludwig wuchs in Linz auf. Am 24. Juni 1923 wurde er dort von Bischof Gföllner zum Priester geweiht und war der erste Primiziant der neu gegründeten Linzer Dompfarre. Nach Kaplansjahren in Michaelnbach, Prambachkirchen, Heiligenberg, Altheim, Ebensee und Bad Ischl wurde er am 1. März 1937 Stadtpfarrer in Braunau und kurz darauf auch zum Dechant ernannt.
Während des Zweiten Weltkrieges war er eine Zeitlang in NS-Haft, nach der Entlassung wirkte er als Pfarrvikar in Mönchdorf und kehrte nach Kriegsende nach Braunau zurück; hier machte er sich vor allem verdient durch die Restaurierung der Stadtpfarrkirche.
1972 wurde er Kreisdechant für das Hausruckviertel, von 1977 bis 1980 war er Generaldechant der Diözese Linz. Papst Paul VI. ernannte ihn zu seinem Ehrenprälaten.
In seinem Ruhestand initiierte er das Grenzland-Priestertreffen in Stift Reichersberg.

## Ehrungen
Für sein Wirken verlieh ihm die Stadt Braunau den Ehrenring der Stadt. Ludwig war zudem Inhaber des Silbernen Ehrenzeichens des Landes Oberösterreich und Träger des Silbernen Ehrenzeichens für Verdienste um die Republik Österreich; außerdem Inhaber des Ehrenzeichens für Verdienste um die Befreiung der Republik Österreich von der nationalsozialistischen Gewaltherrschaft.